# Scytodes arenacea
Scytodes arenacea là một loài nhện trong họ Scytodidae.
Loài này thuộc chi Scytodes. Scytodes arenacea được William Frederick Purcell miêu tả năm 1904.